# Santo Antônio de Jesus
Santo Antônio de Jesus est une municipalité brésilienne de l'État de Bahia et la microrégion de Santo Antônio de Jesus.